# Mendieta (Arceniega)
Mendieta es un concejo del municipio de Arceniega, en la provincia de Álava.

## Historia
Hacia mediados del siglo XIX, el lugar, ya por entonces perteneciente a Arceniega, tenía contabilizada una población de 42 habitantes. Aparece descrito en el undécimo volumen del Diccionario geográfico-estadístico-histórico de España y sus posesiones de Ultramar de Pascual Madoz con las siguientes palabras:

MENDIETA: l. del ayunt. de Arciniega, en la prov. de Alava (á Vitoria 9 leg.), part. jud. de Amurrio (3 1/2), aud. terr. de Burgos (26), c. g. de las Provincias Vascongadas, dióc. de Santander (18). sit. en una ladera próximo á la peña de Peñalba y los Heros; le combaten los vientos N. y S., y se padecen algunas fiebres catarrales y resfriados. Tiene 15 casas, igl. parr. (Sto. Tomas), servida por dos sacerdotes de nombramiento del pueblo, cementerio inmediato á la igl., y para uso de los moradores una fuente de aguas comunes y saludables. El térm. que se estiende 1/2 leg. de N. á S., é igual dist. de E. á O., confina N. Gordejuela (Vizcaya); E. y S. Arciniega, y O. Sta. Coloma; comprendiendo dentro de su radio los espresados montes y los de Barrataguren, y el Vichu, poblados de robles, castaños, espinos, otacas y enebros. El terreno es de mediana calidad. Los caminos locales y en mal estado. El correo se recibe de Valmaseda por propio, los domingos, martes y viernes, y se despacha los miéroles, viernes y domingos. prod.: trigo, maiz, patatas, habas, alubias, castañas y otras frutas; cria de ganado vacuno; caza de jabalíes, liebres, perdices y zorros. pobl.: 12 vec., 42 alm. riqueza y contr. con su ayunt. (V.)
(Madoz, 1848, p. 372)

En 2022, tenía empadronados siete habitantes.

## Demografía
| Gráfica de evolución demográfica de Mendieta entre 2000 y 2017 |
|                                                                |
| Población de derecho según los censos de población del INE.    |

## Patrimonio
Hay en el concejo una iglesia de Santo Tomás en ruinas.